# Права ЛГБТ в Сьерра-Леоне
Лесбиянки, геи, бисексуалы и трансгендеры (ЛГБТ) в Сьерра-Леоне могут столкнуться с правовыми проблемами, с которыми не сталкиваются жители, не принадлежащие к ЛГБТ. Однополые сексуальные отношения мужчин (будь то публичные или частные) являются незаконными в Сьерра-Леоне и влекут за собой возможное наказание в виде пожизненного заключения (с каторжными работами), хотя этот закон редко применяется.
В 2011 году Сьерра-Леоне была одной из пяти африканских стран, присоединившихся к «Совместному заявлению Организации Объединенных Наций о прекращении актов насилия, связанных с нарушениями прав человека на основе сексуальной ориентации и гендерной идентичности», в котором содержится призыв положить конец «актам насилия, преступным санкциям и связанным с ними нарушениями прав человека, совершаемыми в отношении отдельных лиц по причине их сексуальной ориентации или гендерной идентичности».

## Закон об однополых сексуальных отношениях
Однополые сексуальные отношения между мужчинами являются незаконными в соответствии со статьей 61 Акта о преступлениях против личности 1861 года, они могут наказываться пожизненным тюремным заключением. Однополые сексуальные отношения женщин разрешены законом.
Этот закон унаследован с  колониальных времен Британской империи.

## Признание однополых отношений
Однополые отношения не признаются.

## Усыновление и планирование семьи
По данным Государственного департамента США, «одинокий мужчина не может усыновить ребенка, кроме как в исключительных обстоятельствах или если ребенок является сыном потенциального приемного отца. Только супружеские пары могут усыновлять детей совместно».

## Защита от дискриминации
Конституция и законы Сьерра-Леоне не защищают от дискриминации по признаку сексуальной ориентации или гендерной идентичности.
Комиссия по правам человека Сьерра-Леоне не занимается правами ЛГБТ, потому что, по словам ее директора по связям с общественностью в 2011 году, «закон Сьерра-Леоне не дает Комиссии полномочий защищать и поддерживать права представителей ЛГБТ» .